# Sint-Martinuskerk (Gijzegem)

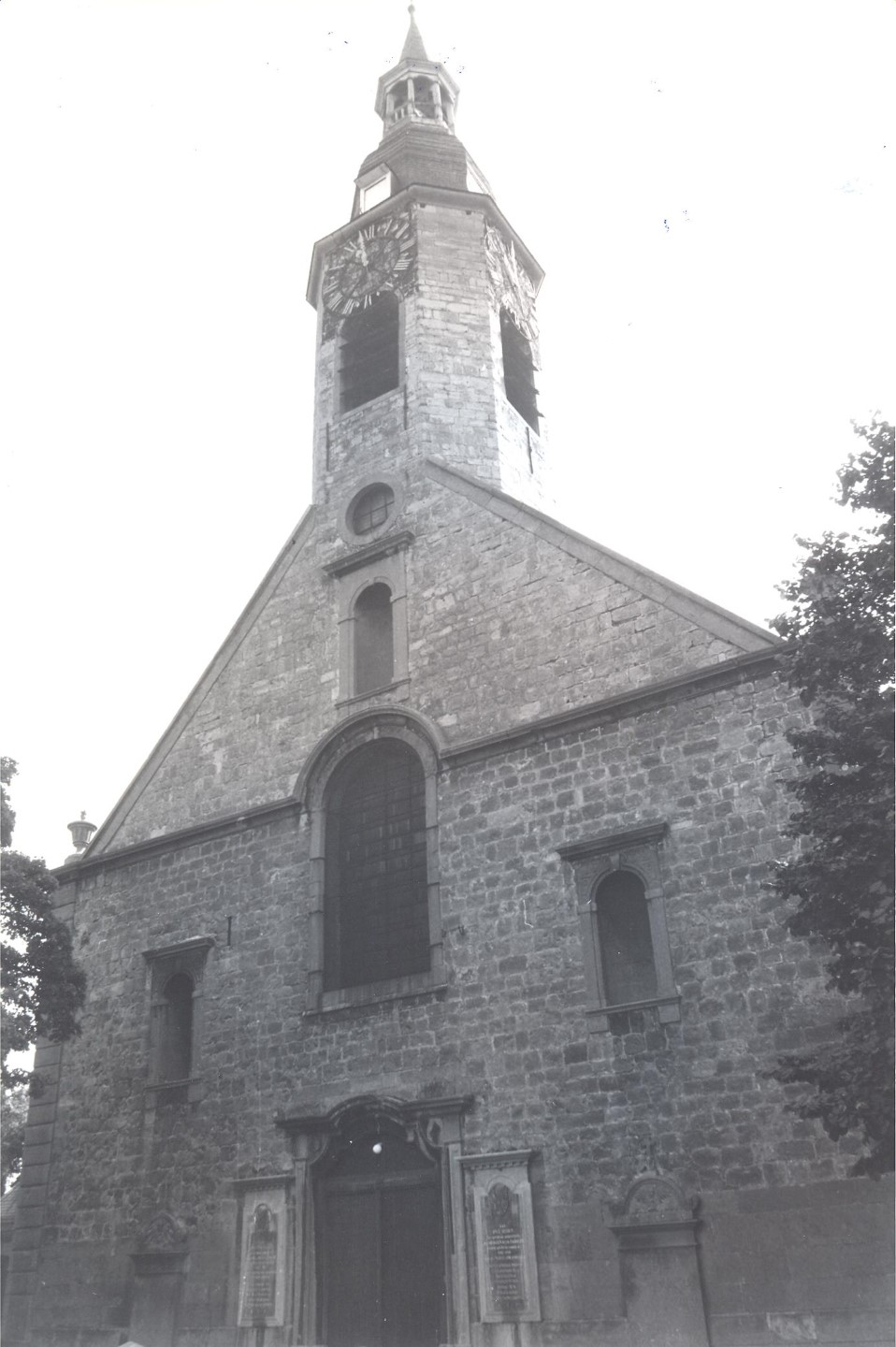
Sint-Martinuskerk

De Sint-Martinuskerk is de parochiekerk van de tot de Oost-Vlaamse gemeente Aalst behorende plaats Gijzegem, gelegen aan Gijzegem-Dorp 20.

## Geschiedenis
De parochie van Gijzegem bestond al in de 14e eeuw. De eerste gedocumenteerde pastoor is van 1562. De kerk werd in de 18e eeuw bouwvallig en werd in 1771 gesloopt. Een nieuwe kerk, naar ontwerp van Philippus Gobert, werd gebouwd. Deze kwam in 1772 al gereed.

## Gebouw
Het betreft een driebeukig kerkgebouw met driezijdig afgesloten koor. De kerk is gebouwd in baksteen met gebruik ook van zandsteen. De voorgevel is gebouwd met blokken Lediaanse steen. Ingebouwd in de voorgevel, eveneens in Lediaanse steen, is de achtkante toren met peervormige spits, bekleed met leien.

## Interieur
Het hoogaltaar van 1623 is afkomstig van de Jezuïetenkerk te Gent. Oorspronkelijk was dit voorzien van het schilderij De marteldood van Sint-Livinus van Peter Paul Rubens dat zich tegenwoordig in Brussel bevindt. De zijaltaren zijn van 1773. Ze bevatten schilderijen door Daniël Herreyns namelijk: de Hemelvaart van Maria (1774) en Sint-Rochus en de pestlijders (1783). De communiebank is van 1773, de biechtstoelen zijn van 1774, de preekstoel is van 1779 en het Van Peteghem-orgel is van 1776. Overig kerkmeubilair is 19e-eeuws.